# Kopacziwka (hromada Derażnia)
Kopacziwka (ukr. Копачівка, hist. pol. Kopaczówka) – wieś na Ukrainie, w obwodzie chmielnickim, w rejonie chmielnickim, w hromadzie Derażnia. W 2001 liczyła 872 mieszkańców, spośród których 861 wskazało jako ojczysty język ukraiński, 10 rosyjski, a 1 inny.